# Hajipur
Hajipur (hindi हाजीपुर) és una ciutat de l'Índia, capital del districte de Vaishali a l'estat de Bihar. És coneguda pels plàtans. Es troba a 10 km de Patna, capital de l'estat, a la que està unida pel pont Mahatma Gandhi Setu, un dels més llargs del món. La seva població (2001) era de 119.276 habitants (el 1901 eren 21.398).

## Història
Segons la tradició fou fundada per un rei de Bengala, Haji Ilyas Shah (1345-1358); va construir un fort i dins una mesquita; el lloc anteriorment es deia Ukkacala. A la ciutat hi ha suposadament les cendres de Ananda, assistent personal de Sidarta Gautama durant 20 anys i que li va sobreviure. Fou molt disputada al segle xvi entre Akbar i alguns governadors afgans rebels i la ciutat fou ocupada per tropes imperials el 1572 i 1574. Sota domini britànic fou part del districte de Muzaffarpur i va formar una subdivisió. Fou constituïda en municipalitat el 1869.

## Llocs interessants
- Pataleshwara Nath, temple hindú i stupa Ramchaura Mandir.
- Temple Budi Maai, a la propera vila d'Ismailpur
- Kaun Haara Ghat (Gaja-Graah) un dels principals ghats del Ganges-Gandak
- Temple nepalès a la confluència del Ganges i el Gandak
- Jamia Masjid, mesquita del segle XIV
- Nakhas Chowk, barri amb un notable mercat de peix
- Mahatma Gandhi Setu, pont (setu = pont) que uneix el nord i el sud de Bihar, prop de la vila de Jadhua, enllaça Hajipur amb Patna. Mesura 6,75 km.
- Fira de Sonepur, al costat de la ciutat
- Vaishali Mahotsava o gran celebració a Vaishvali a uns 35 km, lloc amb restes budistes amb una gran celebració a la meitat d'abril per celebrar el naixement del 24 tirthankar jain Mahavi, nascut a la vila de Kundalpur, a 4 km